# Tríptico da Matriz da Ribeira Brava
O Tríptico da Matriz da Ribeira Brava foi presumivelmente um conjunto de três pinturas a óleo sobre madeira de que restam duas pinturas, que se supõe serem o painel central e o painel esquerdo, pintadas cerca de 1510-15 também presumivelmente pelo artista flamengo que se designa por Mestre do Tríptico de Morrison para a Igreja Matriz da Ribeira Brava, Madeira, encontrando-se no presente as duas pinturas remanescentes expostas no Museu de Arte Sacra do Funchal.
As duas pinturas remanescentes do Tríptico da Matriz da Ribeira Brava são a Natividade, que se julga ser o painel central, e a Adoração dos Reis Magos, que seria o painel direito. Este painel direito encontra-se pintado no reverso estando representada Santa Isabel que em conjugação com o reverso do perdido painel esquerdo representaria a Visitação.
Supõe-se que o Tríptico da Matriz da Ribeira Brava tenha sido comprado por Diogo de Teive, que o terá deixado à capela que instituiu, em 1531, na Matriz da Ribeira Brava. Era sobrinho de outro Diogo de Teive a quem o Infante D. Henrique, em 1452, concedeu a construção do primeiro engenho de água para o fabrico de açúcar na Madeira.
A crítica tem ligado o Tríptico da Matriz da Ribeira Brava ao estilo do pintor flamengo conhecido como Mestre do Tríptico de Morrison activo em Antuérpia nas primeiras décadas do século XVI. O estilo das obras atribuídas a este Mestre caracteriza-se por um conjunto de fórmulas em que se destacam os olhos amendoados, o tratamento das mãos, a força cromática das superfícies iluminadas ou a estrutura dos panejamentos.

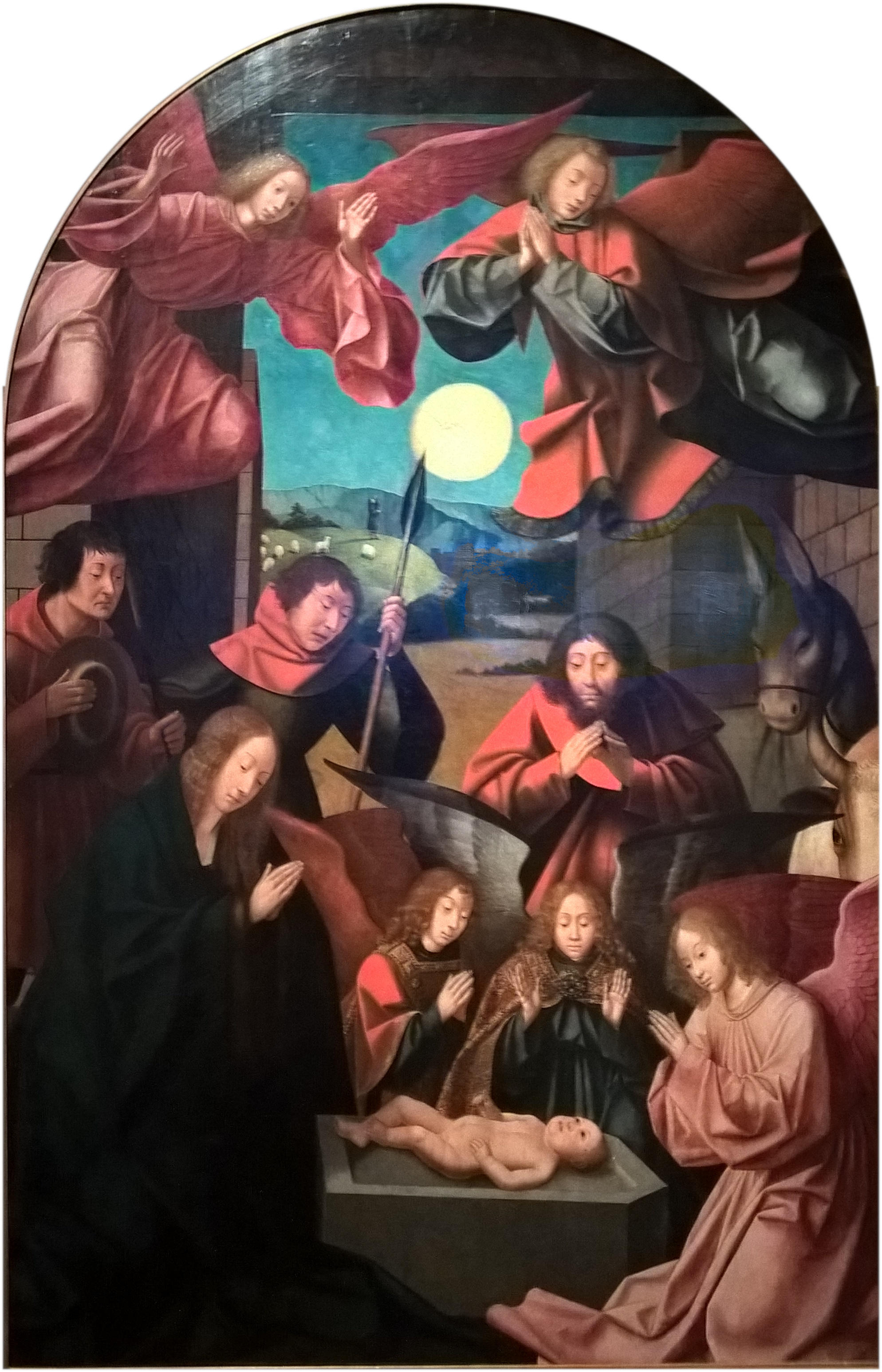
Natividade

## Descrição

### Natividade
A Natividade era provavelmente o painel central do tríptico do qual resta ainda o volante direito. Representa o episódio bíblico após o Nascimento de Jesus relatado no Evangelho de Lucas (Lucas 2:1–20):
-Maria teve o seu filho primogénito, e o enfaixou e o deitou em uma manjedoura, porque não havia lugar para eles na hospedaria.
-Naquela região havia pastores que viviam nos campos e guardavam o seu rebanho durante as vigílias da noite.
-Um anjo do Senhor apareceu-lhes, e a glória do Senhor brilhou ao redor deles; e encheram-se de grande temor.
-Disse-lhes o anjo: Não temais; pois eu vos trago uma boa nova de grande gozo que o será para todo o povo: é que hoje vos nasceu na cidade de Davi um Salvador, que é Cristo Senhor.
-Eis para vós o sinal: encontrareis uma criança envolta em faixas e deitada numa manjedoura.
O Nascimento de Jesus foi desde o século IV até à época moderna um tema maior na arte ocidental. Nesta pintura, o Menino Jesus nu recém-nascido está no centro da pintura deitado sobre a manjedoura de pedra sem qualquer revestimento virado para a sua mãe, a Virgem Maria, encontrando-se ainda rodeado de três anjos com as asas abertas. Num segundo círculo encontram-se S. José em atitude de oração, dois pastores do lado esquerdo, sendo que o mais ao centro empunha invulgarmente uma lança, e à direita o burro e o boi tradicionais da iconografia do evento. A pairar sobre a cena encontram-se dois outros anjos de asas abertas.
Ao longe vê-se uma paisagem com um pastor no cimo de um monte e um rebanho de ovelhas dispersas e no céu um círculo brilhante que ilumina a terra como se fosse dia.
Uma cópia desta Natividade encontra-se presentemente no Retábulo da capela do Santíssimo, na Igreja Matriz, ou de São Bento, da Ribeira Brava, estando o original no MASF.

### Adoração dos Reis Magos

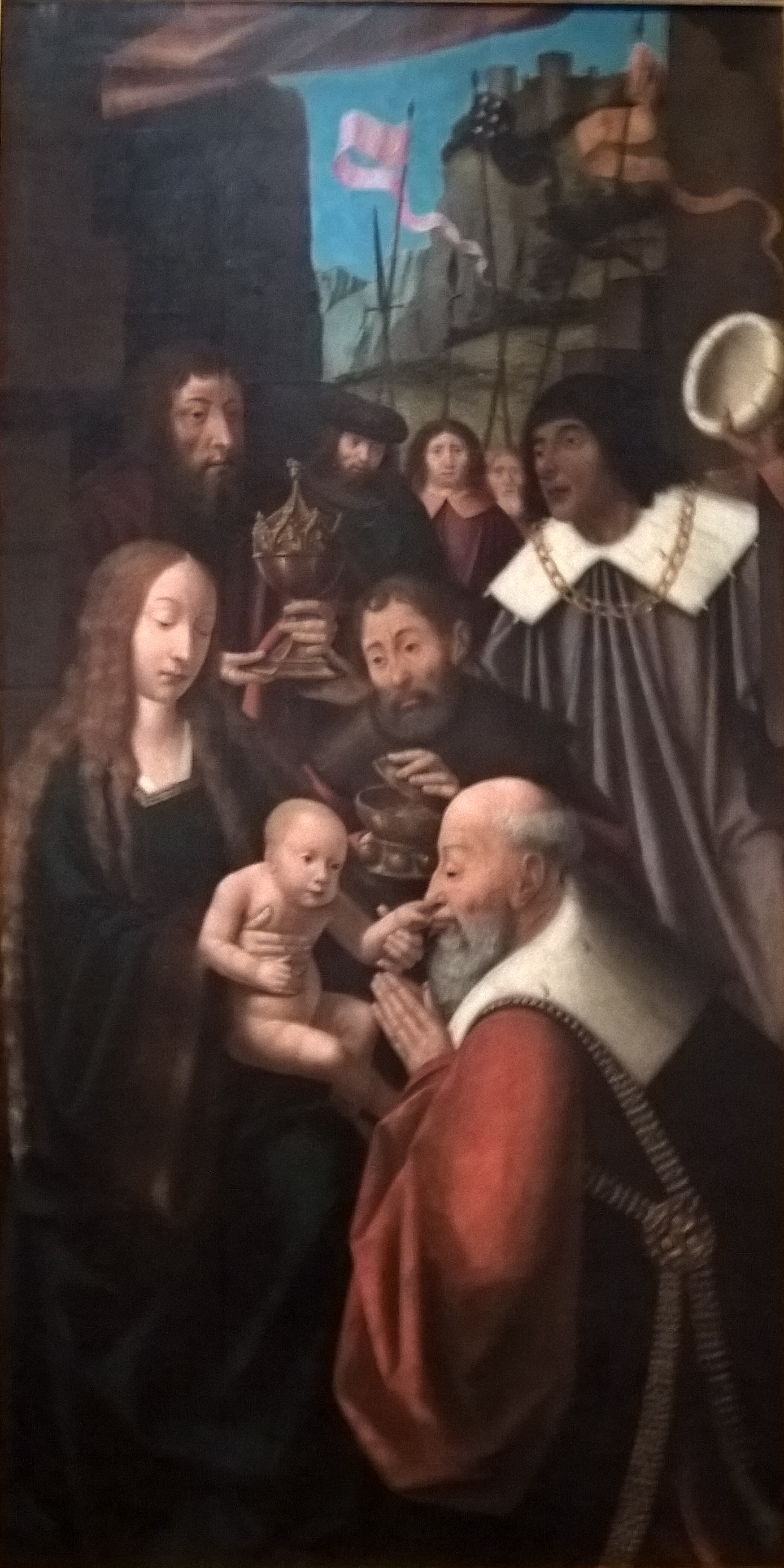
Adoração dos Reis Magos

Com 150 cm de altura e 77 cm de largura, a Adoração dos Reis Magos representa o episódio bíblico após o homónimo. Seria o painel direito do Tríptico tendo no reverso a pintura de Santa Isabel.
O relato segundo Mateus (Mateus 2:11):
-Os magos, depois de ouvirem o rei, partiram; e eis que a estrela, que viram no oriente, ia adiante deles, até que foi parar sobre o lugar onde estava o menino.
-Ao avistarem a estrela ficaram extremamente jubilosos.
-Entrando na casa, viram o menino com Maria, sua mãe, e, prostrando-se, adoraram-no; e abrindo os seus cofres, fizeram-lhe ofertas de ouro, incenso e mirra.

A Sagrada Família encontra-se no lado esquerdo rodeada pelo também trio de Magos, ou Sábios. S. José segura o porta-jóias circular semi-aberto que havia recebido com o ouro do também idoso Gaspar que se encontra ajoelhado de perfil em primeiro plano. Belchior, atrás da Virgem Maria, segura a taça de incenso cujo topo tem a forma de coroa real e que se encontra na vertical da cabeça do Menino Jesus. O jovem africano Baltazar num vistoso manto segura o gorro de pele branca descobrindo a cabeça como os seus companheiros em sinal de respeito. Mais atrás vê-se um outro trio de acompanhantes dos Magos e as pontas de várias lanças e estandartes. Em fundo encontra-se uma colina escarpada e no cimo um castelo.

### Santa Isabel

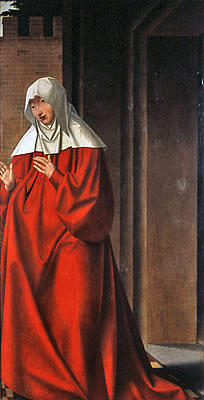
Santa Isabel, reverso do painel direito do Tríptico

A representação de Santa Isabel encontra-se no reverso do que se supõe ser o painel direito do Tríptico, com as mesmas dimensões do anverso, 150 cm de altura e 77 cm de largura.
Santa Isabel encontra-se vestida com um amplo manto encarnado e um cabeção branco numa posição típica do acolhimento da visita da sua prima, a Virgem Maria, do episódio da Visitação.

## Igreja Matriz da Ribeira Brava
A Igreja Matriz da Ribeira Brava, ou de São Bento, foi edificada no século XVI, com origem numa pequena capela do século XV. Está situada no centro da Ribeira Brava tendo sido objecto de várias intervenções ao longo do tempo. Apresenta características manuelinas, maneiristas e barrocas e alberga um rico acervo de pintura, escultura, ourivesaria e talha dourada dos séculos XVI e XVII, sendo  um dos conjuntos patrimoniais mais importantes da região da Madeira.
A Igreja Matriz da Ribeira Brava apresenta no seu interior lustres magníficos, uma coleção de peças em prata dos séculos XVI e XVII, uma imagem monumental de Nossa Senhora do Rosário, de produção flamenga, datada de cerca de 1520, e um painel também de origem flamenga que representa a Virgem com o Menino ladeados por São Bento e São Bernardo. Na capela-mor domina um magnífico retábulo de talha dourada e policromada dos finais do século XVII.
A Confraria da capela do Senhor Jesus da Ribeira Brava encomendou a Fernão Gomes por 34.000 réis a pintura e douramento dum retábulo, feito em Lisboa, em 1588.:119

## Bibliografia

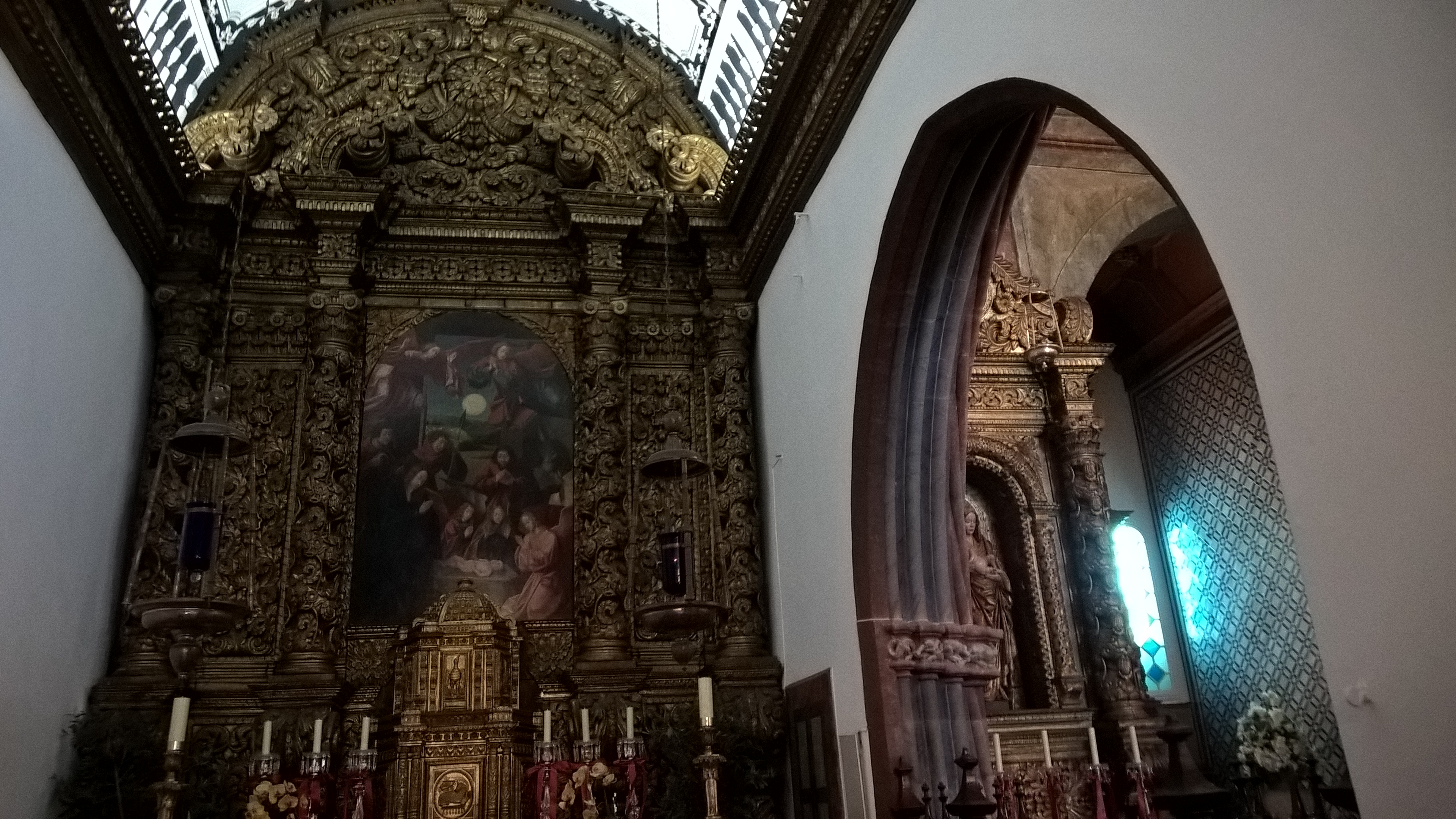
Retábulo barroco da Capela do Santíssimo na Igreja Matriz da Ribeira Brava, na actualidade, integrando uma cópia da Natividade cujo original se encontra no MASF.